# Homonota rupicola
Espèce
Homonota rupicola est une espèce de geckos de la famille des Phyllodactylidae.

## Répartition
Cette espèce est endémique du Paraguay.

## Étymologie
Le nom spécifique de cette espèce, rupicola, vient du latin rupes qui signifie « pierre » en référence à l'habitat de ce reptile.

## Publication originale
- Cacciali, Ávila & Bauer, 2007 : A new species of Homonota (Squamata, Gekkonidae) from Paraguay, with a key to the genus. Phyllomedusa, vol. 6, no 2, p. 137-146 (texte intégral).